# Тагажма
Тагажма — река в Вытегорском районе Вологодской области России, левый приток Вытегры.
Длина реки составляет 28 км, площадь водосборного бассейна — 400 км². Берёт исток из озера Матенжского в безлюдной болотистой местности на территории Анхимовского сельского поселения, течёт на северо-запад, впадает в Вытегру в 24 км от её устья (Вытегорское водохранилище) в окрестностях деревень Патрово, Боярское, Захарьино. Крупнейшие притоки — Магручей и Пелька (оба левые).
К бассейну Тагажмы относятся озёра:
- Ильинское
- Тагажмозеро
- Гавдозеро

## Данные водного реестра
По данным государственного водного реестра России относится к Балтийскому бассейновому округу, водохозяйственный участок реки — Вытегра, речной подбассейн реки — Свирь (включая реки бассейна Онежского озера). Относится к речному бассейну реки Нева (включая бассейны рек Онежского и Ладожского озера).
Код объекта в государственном водном реестре — 01040100512102000017674.